# Jurie Viljoen
Jurie Viljoen (ur. 14 maja 1942 w Aranos w regionie Hardap) – namibijski nauczyciel, naukowiec, działacz społeczny i polityk pochodzenia afrykanerskiego, od 2005 poseł do Zgromadzenia Narodowego.

## Życiorys
Ukończył pedagogikę na Uniwersytecie Potchefstroom. W latach 1967–2002 pracował jako nauczyciel, m.in. w szkole średniej w Gobabis. W 1976 uzyskał stopień magistra historii w Rand Afrikaans University i UNISA. W latach 1989–2002 pracował w ministerstwie edukacji początkowej. Po przejściu na emeryturę zdecydował zaangażować się w politykę, zostając sekretarzem partii Monitor Aksiegroep (MAG). Po rezygnacji z mandatu poselskiego przez Kosie Pretoriusa na początku 2005 przejął obowiązki jedynego posła MAG do Zgromadzenia Narodowego.
Wydał kilka publikacji naukowych, m.in. „History of Karakul Sheep in Namibia 1908-1950”, „Pioniers van die Dorsland” (2001) i „Swartbooisdrif 75 Jaar” (2003).
Jest potomkiem Burów, którzy w 1876 zdecydowali się na emigrację z republik burskich przez Botswanę do Angoli (do 1929), aby ostatecznie osiąść w Namibii (od 1929, tzw. Dorslandtrek). Z racji doświadczeń rodzinnych jest przewodniczącym Komitetu Upamiętnienia Dorslandtreku (afr. Dorslandtrek Gedenkfees Committee).